# Mark C. Yerger
Mark Christian Yerger (* 18. Februar 1955 in Lancaster (Pennsylvania); † 6. September 2016 ebenda) war ein amerikanischer Autor von Büchern zur SS und Waffen-SS. Er pflegte enge Kontakte zu den SS-Veteranen, durch die er an Material aus Privatarchiven gelangte, und erarbeitete biographische Darstellungen von Kommandeuren und Ordensempfängern der Waffen-SS sowie einzelner Einheiten. Historiker halten seine Darstellungen für unkritisch, ungenügend und beschönigend.

## Leben und Werk
Yerger sammelte Informationen, Fotografien und Dokumente über Kommandeure und Angehörige der SS, der SS-Verfügungstruppe und der Waffen-SS. Dazu recherchierte er in Archiven in den USA, Deutschland, Österreich und der Tschechischen Republik. Er kam in Kontakt mit Veteranen der Waffen-SS und nahm auch an Veteranentreffen teil. Vor allem Otto Weidinger und Otto Kumm vermittelten ihm Kontakte zu weiteren Veteranen, die ihm Dokumente, Informationen und Fotografien zur Verfügung stellten.
Über Weidinger, Kumm sowie Ernst August Krag verfasste Yerger Einzelbiographien, während er über die Kommandeure der Waffen-SS, die Inhaber des Deutschen Kreuzes in Gold und Silber in Waffen-SS und Polizei sowie über einzelne Einheiten wie die 2. SS-Panzer-Division „Das Reich“, die SS-Kavallerie Brigade und zuletzt die SS-Division Totenkopf zum Teil mehrbändige Werke veröffentlichte. Die Veteranenorganisation der Waffen-SS, die Hilfsgemeinschaft auf Gegenseitigkeit der Angehörigen der ehemaligen Waffen-SS (HIAG), ehrte Yerger für seine Publikationen mit der HIAG-Ehrennadel in Gold. Otto Baum, Kommandeur der SS-Divisionen „Das Reich“, „Götz von Berlichingen“ und „Reichsführer SS“ verfasste ein Vorwort für den zweiten Band von Yergers Waffen-SS Commanders, in welchem er sich über die ungerechte Behandlung durch die Nürnberger Prozesse beklagte und behauptete, die Waffen-SS sei so wenig eine kriminelle Organisation wie die Wehrmacht. Yerger betätigte sich auch als Moderator eines Internetforums, in dem er Fragen zur SS beantwortete und Interessierten seine Hilfe anbot.
Historiker schätzen Yergers Darstellungen als „unkritisch“, „[v]öllig ungenügend, weil beschönigend“ oder „revisionistisch“ ein. Christoph Rass nennt Yergers Veröffentlichung Riding East über die SS-Kavallerie Brigade eine „stark beschönigende und in ihrer Interpretation mehr als bedenkliche Darstellung“ ihrer Operationen. Yergers Arbeit sei „ein Beispiel für eine verharmlosende und unkritische Geschichte einer Waffen-SS Einheit, deren Beteiligung an zahlreichen Kriegsverbrechen gut dokumentiert ist.“ Bezeichnend für Yergers Umgang mit den Quellen sei, „dass er zwar den Dank General Schellerts an die Kavallerie Brigade vom 6. November 1941 zitiert, jedoch nur den ‚Einsatz an der Flanke‘, nicht aber ‚im Rücken‘ der Division erwähnt.“ Martin Cüppers kritisiert, Yerger habe Hermann Fegelein als Kriegsheld gefeiert.
Ronald Smelser und Edward Davies nennen Yerger einen „Guru“ in der Szene derjenigen, die zur Romantisierung der Waffen-SS neigten. Am ehesten als Historiker gearbeitet habe Yerger in seinem Nachschlagewerk Waffen-SS Commanders, für das er nicht nur in Archiven verschiedener Länder recherchiert habe, sondern auch Privatarchive etwa von SS-Truppenkameradschaften ausgewertet habe. Smelser und Davies sehen Yergers Objektivität durch den Einfluss der Veteranen getrübt und halten ihm vor, Tapferkeit und Opferbereitschaft zu romantisieren. Mit seinen detaillierten Biographien habe er keine prosopographischen Studien verfasst, sondern sich vor allem für die militärischen Leistungen, die Orden und Ehrenzeichen interessiert und mit Fotos und Dokumenten einen ikonographischen Effekt erzielt. Seine Publikationen enthielten mehr Fotos als Text, die zusammen mit der hagiographischen Beschreibung keinen historischen Interpretationsrahmen böten, sondern eine romantisierte, eigene Welt von Tapferkeit und Opferbereitschaft schafften. Über die Beteiligung von SS-Männern an Kriegsverbrechen hingegen berichte Yerger hingegen nur das Nötigste.

## Veröffentlichungen
- Otto Weidinger. Knights Cross with oak leaves and swords: SS-Panzer-Grenadier-Regiment 4 "Der Führer". J.J. Fedorowicz Pub, Winnipeg 1987, ISBN 9780921991021.
- Otto Kumm. Knight's Cross with Oakleaves and Swords: commander, SS-Panzer-Grenadier-Regiment 4 "Der Führer". J.J. Fedorowicz Pub, Winnipeg, Man., Canada 1989, ISBN 978-0-921991021.
- Knights of steel. The structure, development and personalities of the 2. SS-Panzer-Division "Das Reich". 1. Auflage. Yerger, Lancester, Pa. 1994, ISBN 9780964166103.
- Images of the Waffen-SS. A photo chronicle of Germanyś elite troops. Schiffer Military History, Atglen, PA 1996, ISBN 0-764300784.
- Riding East. The SS Cavalry Brigade in Poland and Russia, 1939–1942. Schiffer Pub, Atglen, PA 1996, ISBN 978-0-764300608.
- SS-Sturmbannführer Ernst August Krag. Träger des Ritterkreuzes mit Eichenlaub, Kommandeur SS-Sturmgeschützabteilung 2, SS-Panzer-Aufklärungsabteilung 2; "Das Reich. Schiffer Military History, Atglen, PA 1996, ISBN 0764300490.
- Allgemeine-SS. The commands, units and leaders of the general SS. Schiffer, Atglen Pa. 1997, ISBN 0-7643-0145-4.
- Waffen-SS commanders. The army, corps, and divisional leaders of a legend. Schiffer, Atglen 1997.
- Streifzüge. Ein Photoalbum der Waffen-SS. Podzun-Pallas, Wölfersheim-Berstadt 2000, ISBN 978-3-790907100.
- German Cross in silver. Holders of the SS and police. 1. Auflage. Bender, San Jose Calif. 2002, ISBN 0-912138-87-4.
- German cross in gold. Holders of the SS and police. R. James Bender Pub, San Jose, CA 2003-<c2014>, ISBN 1-932970282.
- und Ignacio Arrondo: Totenkopf. The structure, development, and personalities of the 3.SS-Panzer Division. Helion & Company Limited, Solihull 2015, ISBN 1-910777099.